# Pittura digitale

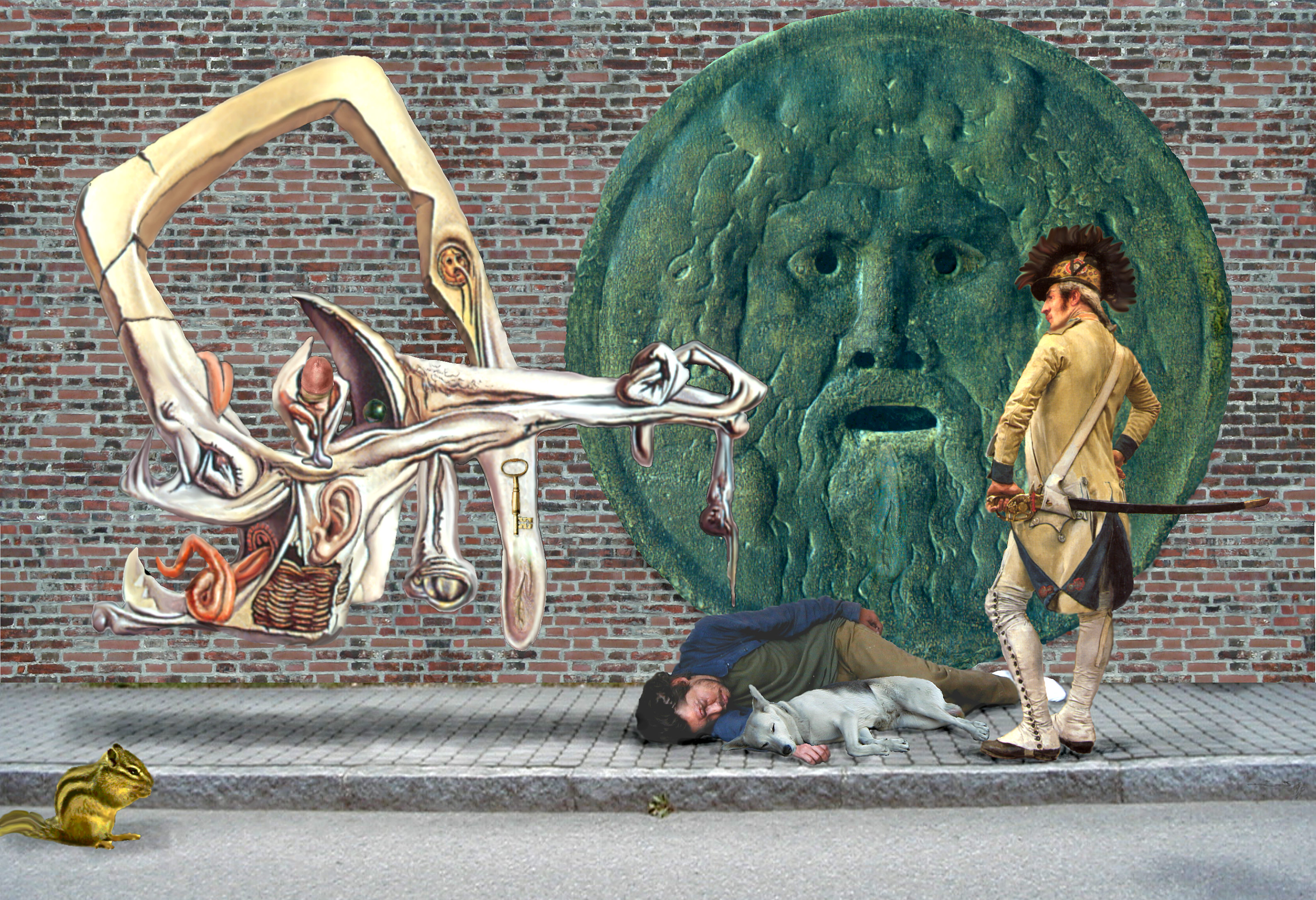
Allegory - Dura lex sed lex

Con il termine pittura digitale (in inglese digital painting) ci si riferisce ad una sottocategoria delle arti digitali che nacque nel XX secolo e ne rispecchia tutte le caratteristiche.

## Caratteristiche
Per una definizione più approfondita, si consideri come painting tutte quelle opere che presentino una superficie dipinta, non esclusivamente basata su linee di disegno e non genericamente colorata, che segua un determinato stile; e per digitale l'utilizzo di un'interfaccia che colleghi l'artista ad una piattaforma hardware e software. La pittura digitale adatta i media della pittura tradizionale (come la pittura acrilica, gli olii e l'inchiostro) a una versione digitale.
La pittura digitale viene comunemente chiamata anche computer grafica (definizione oggi considerata errata), termine di carattere generico che indica tutte le tecniche grafiche realizzate al computer, tra i quali il fotoritocco, la grafica 3D tecnica ed artistica, il disegno tecnico.

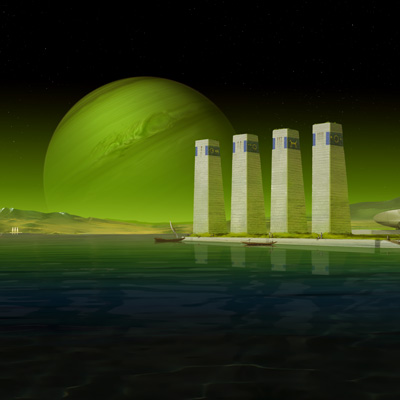
"Gateport" - opera di pittura digitale di Frank Lewecke.

Inserita nella categoria dell'arte digitale o dell'arte visiva, la pittura digitale utilizza strumenti tecnologici che simulano il tratto del pennello reale e di altri strumenti di disegno. I numerosi software creati appositamente a tale scopo possiedono ormai una vastissima libreria di pennelli, tratti e tecniche di ogni tipo: dalla tempera, all'olio, all'acquerello, all'aerografia e così via. Anche le tavolozze dei colori hanno una gamma vastissima, e pressoché infinita di scelte possibili. Rimane anche se in maniera marginale, l'annoso problema della stampa, là dove si ritenga di stampare e rendere fisiche le proprie opere. La qualità di stampa, anche se ha raggiunto livelli molto alti, rimane in molti punti una scelta e un'operazione difficile, che implica uno studio apposito e una linea guida generale da applicare ogni qual volta si intende riprodurre su supporto le proprie opere d'arte digitali. Ottenere infatti in stampa il colore esatto percepito a video è tuttora molto difficile, ma possibile. Infatti i passaggi chiave per poter definire a livello di colore un'opera da stampare sono: calibrare e profilare un monitor. 
Il profilo di un monitor si crea con programmi specializzati e con uno strumento tecnico di misura, tipicamente uno spettrofotometro, ma in certe situazioni può bastare anche un più economico colorimetro.
Senza un profilo colore adeguato, in fase di stampa verrà applicato un profilo standard del plotter o del macchinario di stampa scelto. Molti digital painter preferiscono calibrare il proprio monitor partendo dalle stampe dei propri lavori. Le dominanti di colore che aiutano a capire quali sono i reali colori in stampa sono il rosso, il Blu e il grigio chiaro (es: grigio nato da un 10% di nero). Il rosso mal calibrato tenderà al bordeaux o marrone mattone, il blu tenderà al viola, il grigio chiaro tenderà a scomparire o a scurirsi. Così si consiglia al digital painter principiante, di creare un file ti prova con una gamma di colori che includano in varie tonalità, il rosso, il blu e il grigio chiaro e stamparli su carta con stampanti a getto o laser. Se l'occhio non inganna sarà possibile calibrare il monitor partendo da quelle gradazioni, così da rendere le future stampe quasi identiche alle opere realizzate in digitale (si può raggiungere il 98/99% di somiglianza). Si tratta di una delle soluzioni più economiche ed efficienti attualmente in uso. 
Nella pittura digitale l'oggetto finale è un bitmap, cioè un'immagine rappresentata da un insieme di punti, detti pixel, la cui maggiore o minore quantità genera la maggiore o minore risoluzione dell'immagine. Differisce dalla grafica vettoriale in quanto i punti sono "statici" e non vengono prodotti da un'equazione matematica dinamica. Per questo un'immagine bitmap non può essere ridimensionata senza perdita di qualità, e per questo si preferisce sempre realizzare un'opera digitale in un formato più grande rispetto a quello che si vuole stampare, così da non dover perdere qualità in caso di stampe con formati superiori (es: creare un 70x100cm per poi poterne stampare copie in 50x70, 30x40, 20x30 etc.).

## Utilizzi
Le tecniche suddette sono usate da migliaia di artisti in tutto il mondo. Tra i primi artisti, provenienti dalla pittura, che le hanno adottate vi è il gruppo della Fantalogica. 
Tra i digital painter attualmente in attivo possiamo citare: Paolo Barbieri, Francesca Resta, Lucio Parrillo, Stefano Fiore, William Daloiso.

## Pittura digitale vs tradizionale

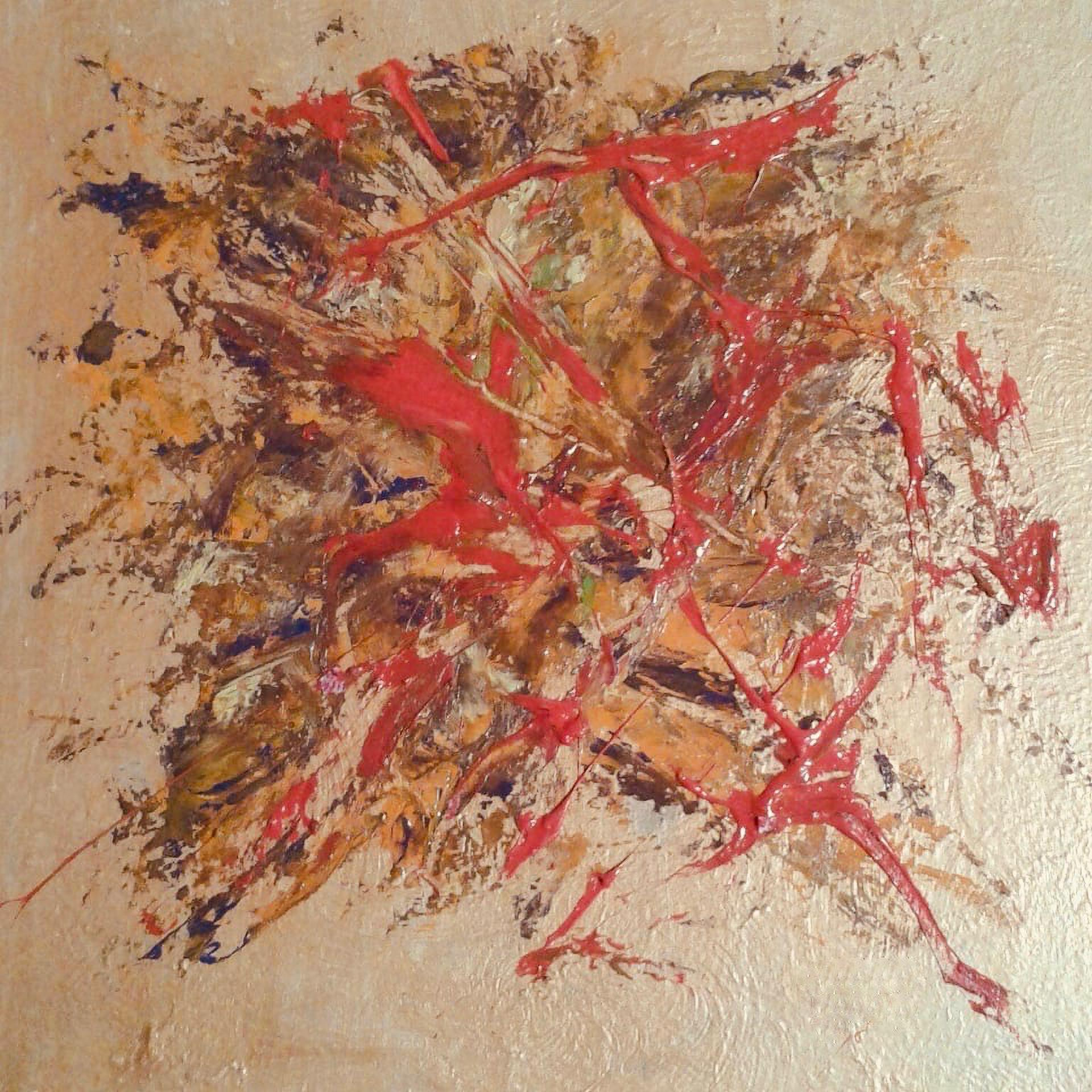
Sharade (Tania Cantone): mix tra pittura digitale e pittura tradizionale.

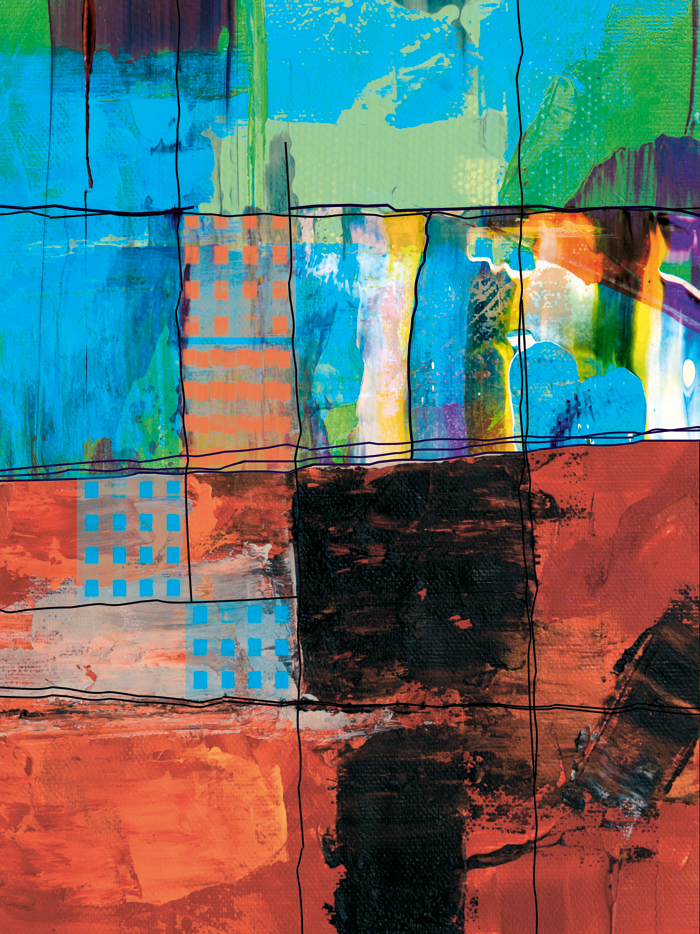
Pittura digitale astratta del maestro Stefano Fiore

1. Un'artista tradizionale lavora su un unico livello (il supporto), mentre l'artista digitale lavora su più livelli (come avere più supporti uno sopra l'altro) e può tornare indietro in qualsiasi punto del processo creativo.
2. Il colore nel digitale non cambia mai. Una volta calibrato il vostro monitor, in qualsiasi momento della giornata con qualsiasi tipo di illuminazione i colori saranno sempre gli stessi, mentre nel tradizionale è uno degli elementi chiave di una buona riuscita di un lavoro.
3. La possibilità di riproducibilità di un'opera (ovvero le possibilità di farne infinite copie)
4. La possibilità di variarne le dimensioni anche dopo averla completata, per stamparla su supporti grandi o piccoli senza dover rifare l'opera da capo.
5. La grande varietà di supporti su cui è possibile riprodurla. Tra i supporti possiamo prendere in considerazione: forex, di-bond (interno forex molto fino ed esterno su entrambi i lati alluminio), alluminio spatolato (che ne conferisce un effetto e aspetto molto particolare con diversi tipi di illuminazioni), tela, plexiglas, lastrapiuma, microonda, legno, vetro e su qualsiasi altro materiale dove una stampante/plotter "piano" possa stampare (solitamente con uno spessore massimo di 10cm).
6. Ultima differenza da prendere in considerazione è lo spazio di lavoro, ovvero lo studio virtuale. Nel digitale tutto si restringe al vostro computer, archiviando le opere su supporti magnetici o digitali, risparmiando spazio (infatti è molto comoda a chi ha poco spazio in casa e non ha uno studio), mentre nell'arte tradizionale come ben sappiamo occorre spazio, che non solo debba garantire il giusto equilibrio per mantenere integre le opere ma che riesca a non soffocare l'artista togliendogli spazio per creare.